# Anthony Fokker
Anthonij Herman Gerard (Anthony) Fokker (Blitar, regentschap Kediri, 6 april 1890 – New York, 23 december 1939) was een Nederlandse luchtvaartpionier en vliegtuigbouwer. Het vliegtuigbedrijf Fokker is naar hem genoemd.

## Levensloop

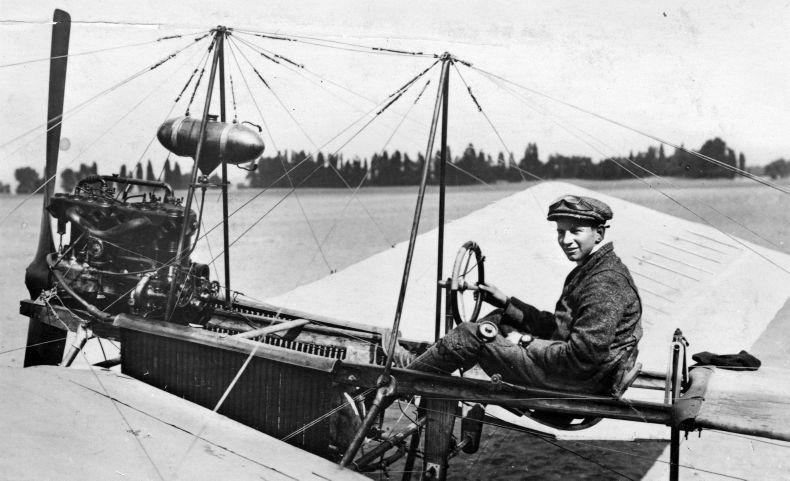
Fokker in zijn Spin, ongeveer 1911

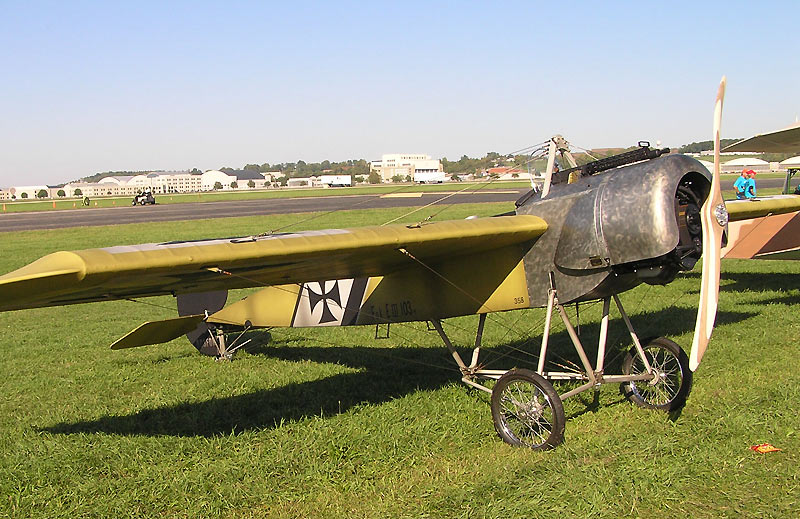
Fokker Eindecker (nabouw)

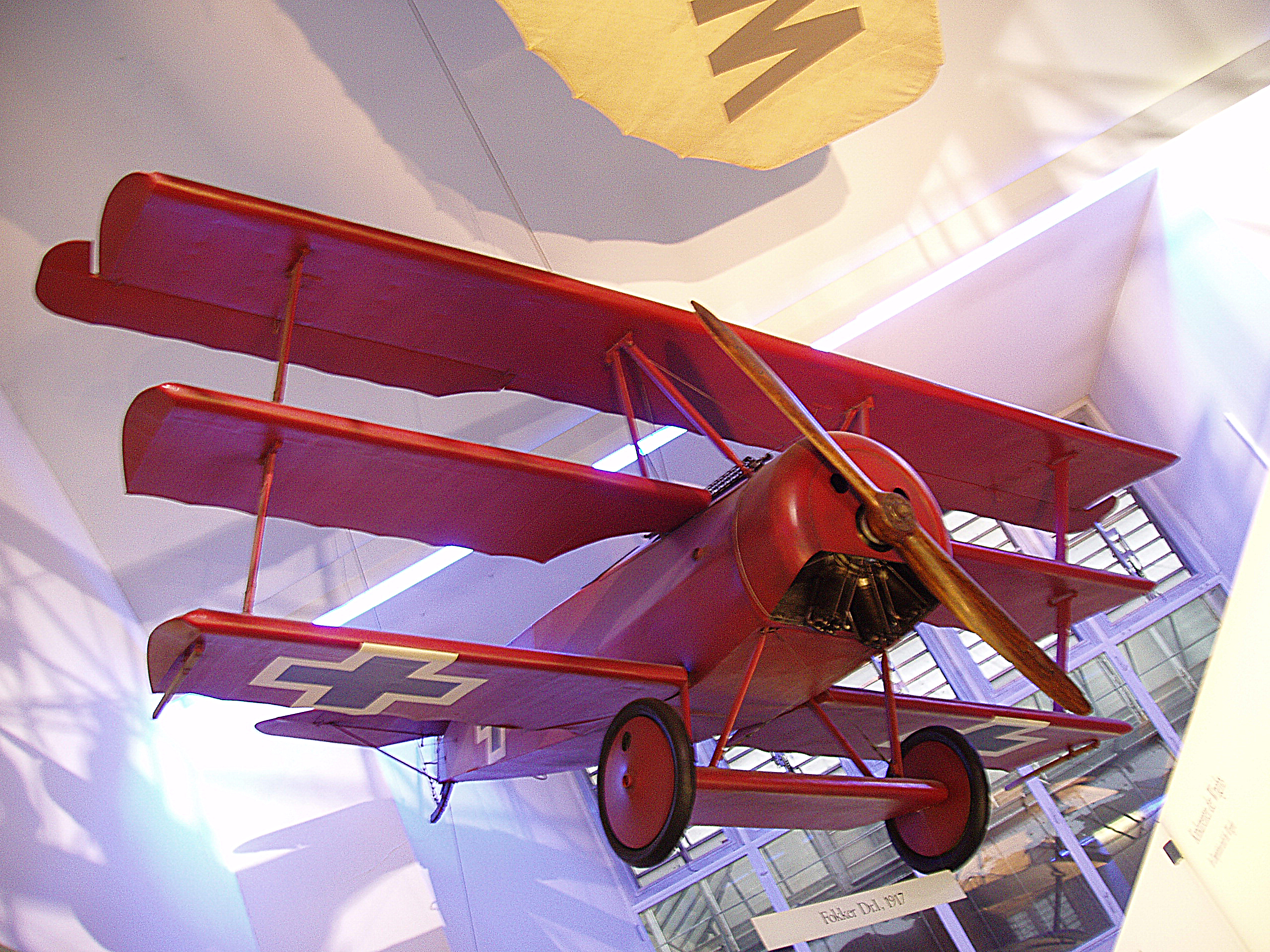
Fokker Dr.I, Duits jachtvliegtuig uit de Eerste Wereldoorlog (nabouw)

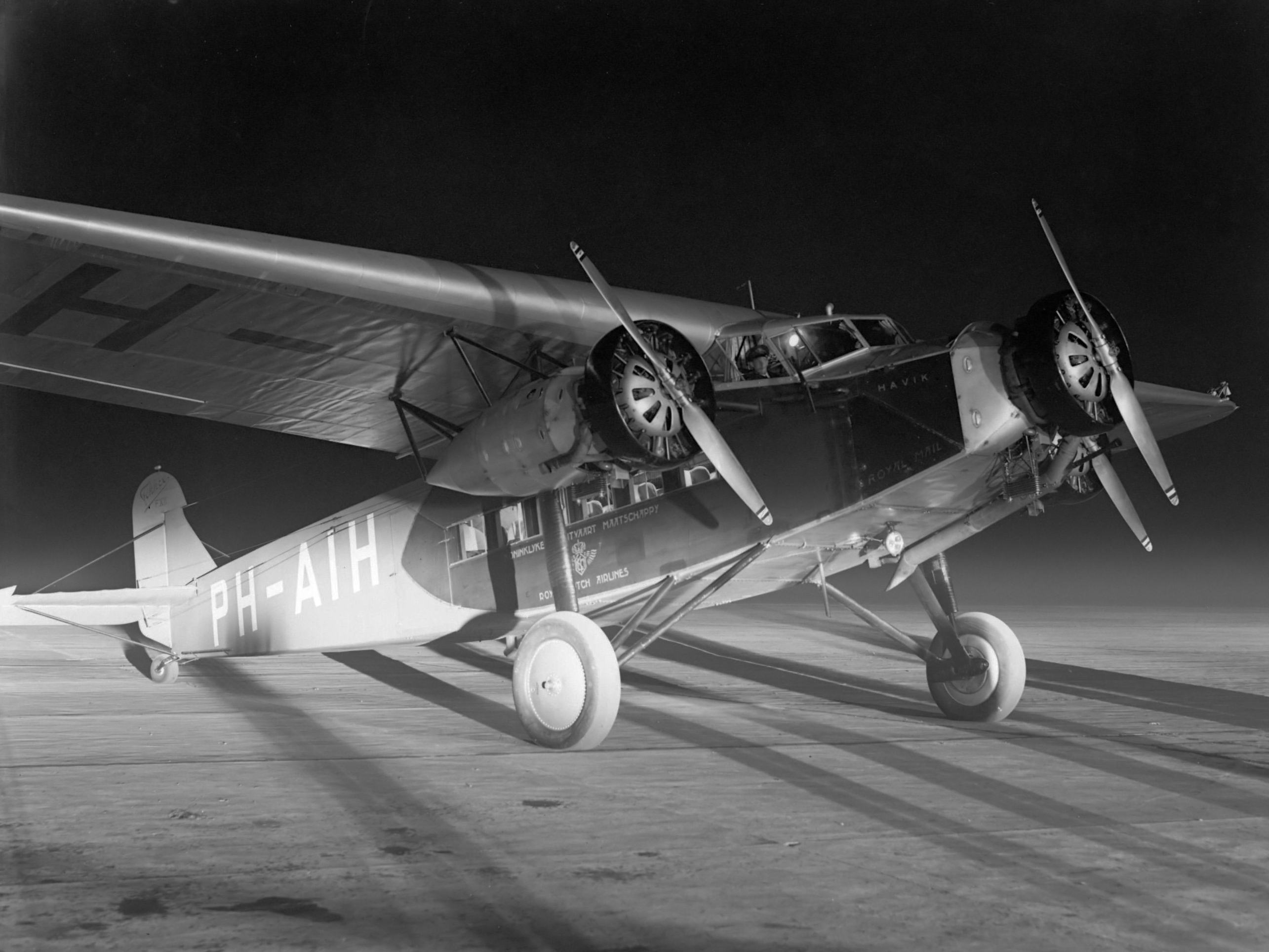
Fokker F-XII (1933)

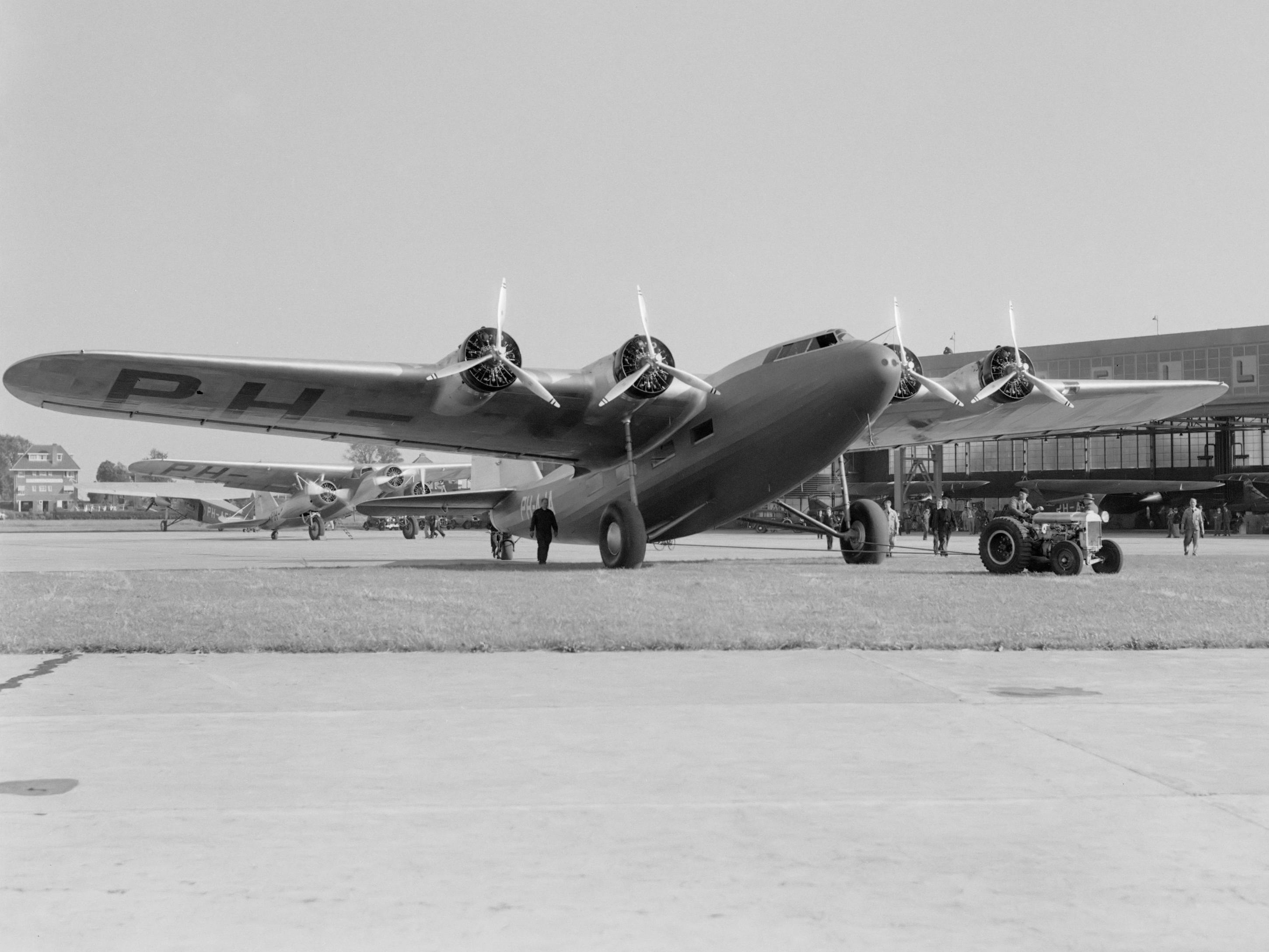
Fokker F-XXXVI (1934)

Anthony Fokker, lid van de patriciaatsfamilie Fokker, werd op 6 april 1890 geboren in Blitar op Java, in het toenmalige Nederlands-Indië, als zoon van de koffieplanter Herman Fokker. Sommige bronnen zeggen dat hij in Kediri is geboren. In die tijd maakte Blitar echter deel uit van het regentschap Kediri, een koloniale administratieve afdeling met Kediri als hoofdstad. Vier jaar na de geboorte van Fokker verhuisde de familie naar Haarlem om Tony en zijn oudere zus Toos een Nederlandse opvoeding te kunnen geven, maar Anthony hield het op school niet uit. Hij speelde liever met zijn modeltrein en zijn stoommachine, en verliet de middelbare school voortijdig. Hij vond een lekvrije autoband uit, maar de uitvinding bleek al door een ander gepatenteerd. Een vliegshow in Brussel verlegde zijn interesse. Hij begon vliegtuigmodelletjes te maken en kwam er uiteindelijk achter hoe een vliegtuig stabiel kon worden gemaakt.
In de zomer van 1910 stuurde zijn vader hem naar een technische school te Bingen voor een opleiding in autotechniek. Fokker wilde echter liever vliegen, en besloot naar de Automobil Fach-Schule in Zahlbach bij Mainz te gaan, waar ook een vliegtuig werd gebouwd. Zijn eerste propellervliegtuigje, dat hij in 1910 ontwierp en construeerde, noemde hij De Spin. Hij testte zelf zijn modellen. In december 1910 lukte het om er mee te vliegen, maar, niet goed gekleed, liep hij er een longontsteking mee op. Op 31 augustus 1911 gaf hij ter opluistering van Koninginnedag in Haarlem een vliegdemonstratie vanaf het kermisterrein bij de Schoterveense Molen. De dag erna maakte hij vanaf dat terrein een rondje om de toren van de Grote of Sint-Bavokerk.
In 1912 vertrok Fokker naar Flugplatz Johannisthal, een vliegveld in de buurt van Berlijn, waar hij succesvolle demonstratievluchten maakte en een bedrijf oprichtte, Fokker Aeroplanbau. Hij kreeg er zijn eerste opdracht van 10.000 Mark voor twee vliegtuigen. In de jaren daarna construeerde hij diverse verbeterde vliegtuigen. In 1913 maakte Anthony Fokker zijn eerste looping. Hij was daarmee, na de Rus Pyotr Nesterov, de tweede. Ondanks verwoede pogingen van Fokker om ook vliegtuigen aan Nederland te verkopen, was Nederland alleen geïnteresseerd in Franse en Engelse toestellen. Dat deed Fokker toen definitief besluiten om voor de Duitsers te werken. Die gaven hem alle ruimte en waardeerden zijn werk. Bij het uitbreken van de oorlog werd de fabriek door de staat overgenomen en verplaatst naar Schwerin, waar Fokker aanbleef als directeur. Hij bouwde tijdens de Eerste Wereldoorlog ca. 4.000 vliegtuigen.
Fokker bezocht het front en bezorgde de Duitsers een nagenoeg oppermachtige positie in de lucht, dankzij zijn revolutionaire synchronisatiesysteem. Door dit systeem werd de mitrailleur, door een simpele nok op de propelleras, geblokkeerd zodra een propellerblad zich voor de loop bevond. Dit zorgde ervoor dat de mitailleur bij verschillende toerentallen van de propeller altijd tussen de propellerbladen door schoot. De Entente (Frankrijk en Engeland) vloog met metalen plaatjes op de propellers om de afgeschoten kogels af te doen ketsen. Het systeem van Fokker was vele keren effectiever dan dat van de geallieerden.
Het eerste bekende en succesvolle vliegtuig dat Fokker produceerde, was de Fokker Eindecker, met de gesynchroniseerde mitrailleur. Deze techniek paste hij ook toe op twee zeer succesvolle vliegtuigen, de Dr.I Dreidecker en de D.VII. De Duitsers vroegen Anthony Fokker om de productie grootscheeps aan te pakken, waarop in zijn fabriekshallen in Schwerin duizenden arbeiders werden ingezet die tientallen toestellen per dag bouwden.
Fokker raakte bevriend met de grote man van de Duitse oorlogsvliegers, Manfred von Richthofen, bijgenaamd de Rode Baron. De Fokker Dr.I werd vooral bekend toen Von Richthofen met dit toestel ging vliegen. De Fokker D.VII wordt beschouwd als het beste vliegtuig uit de hele Eerste Wereldoorlog. De geallieerden waren zo beducht dat ze aan het eind van de oorlog eisten dat alle D.VII’s vernietigd of ingeleverd werden. Ongeveer 140 vliegtuigen werden naar de Verenigde Staten verscheept.
In 1919 keerde Anthony Fokker met een trein vol D.VII's en reserveonderdelen terug in Nederland en sloot zich aan bij de N.V. Trompenburg. Op 21 juli 1919 richtte hij de Nederlandse Vliegtuigenfabriek op. Dit kon hij doen met steun van zijn familie, de Steenkolen Handels Vereniging (SHV) (eigendom van de families Van Beuningen en Fentener van Vlissingen) en enkele rijke particulieren.
Hij trouwde op 25 maart 1919 in Haarlem met Sophie Marie Elisabeth von Morgen, dochter van generaal Curt von Morgen. Dit huwelijk strandde na vier jaar.
In 1922 vertrok Fokker naar de Verenigde Staten, waar hij zich tot Amerikaan liet naturaliseren. Al in 1923 begon hij ook daar met een eigen vliegtuigfabriek die uiteindelijk de grootste ter wereld werd. Er was interesse om in zijn bedrijf te investeren, en General Motors Company kocht 40 procent van de aandelen. Van het Amerikaanse leger stroomden de opdrachten binnen. Ingenieurs van GM vonden echter dat Fokker er wel erg conservatieve constructiemethodes op na hield. Dat zou uiteindelijk ook zijn zwaktepunt worden: terwijl andere vliegtuigbouwers technische vernieuwing nastreefden, zoals geheel metalen vliegtuigen, borduurde Fokker voortdurend door op bestaande ontwerpen. Fokker zou daardoor uiteindelijk uit de markt worden gedrukt. Daarom werd Anthony Fokker op een zijspoor gezet.
Hij hertrouwde in juli 1927 in New York met Violet Austman, die anderhalf jaar later overleed na een sprong uit het raam van haar appartement.
Fokker keerde terug naar Nederland. Zijn Nederlandsche Vliegtuigenfabriek draaide slecht doordat er geen behoefte meer was aan zijn hout-en-linnen vliegtuigen, en overleefde doordat met de dreiging van de fascistische dictatuur in Duitsland behoefte ontstond aan militaire toestellen. Door de verkooprechten voor Douglas passagiersvliegtuigen in Europa te verwerven verdiende hij meer dan ooit. In 1937 kocht hij een huis in Amerika en besteedde zijn tijd aan het ontwerpen van jachten.
Anthony Fokker overleed op 49-jarige leeftijd als gevolg van complicaties na een operatie aan zijn neusbijholten. Zijn as werd bijgezet in het familiegraf op de begraafplaats Westerveld in Driehuis.

## Wetenswaardigheden
- Anthony Fokker was ridder in de Orde van de Nederlandse Leeuw
- Fokker had de bijnaam The flying Dutchman.
- De F.VII Southern Cross vloog als eerste van Australië naar de Verenigde Staten
- Fokker eindigde in 2005 op nr. 33 tijdens de verkiezing van De grootste Nederlander

## Anthony Fokker in de populaire cultuur
- Anthony Fokker kreeg de bijnaam The flying Dutchman. In 1957 verscheen de biografische film De Vliegende Hollander over zijn leven, met Ton Kuyl als Fokker.
- In de Vlaamse stripreeks Suske en Wiske wordt Tante Sidonia in het album De briesende bruid (1969) naar de periode rond de Eerste Wereldoorlog geflitst. Daar ontmoet ze Anthony Fokker met wie ze hoopt een relatie te kunnen beginnen. Hij is echter meer geïnteresseerd in zijn vliegtuig.
- In de Amerikaanse oorlogsfilm Von Richthofen and Brown uit 1971 werd hij geportretteerd door Hurd Hatfield.
- Anthony Fokker wordt door acteur Craig Kelly gespeeld in de Amerikaanse televisieserie The Young Indiana Jones Chronicles, aflevering Young Indiana Jones and the Attack of the Hawkmen (1995). In deze aflevering, die gebaseerd is op fictieve historie, gaat Indiana Jones in 1917 op missie naar Duitsland om Anthony Fokker ervan te overtuigen om voor de Fransen te gaan werken in plaats van voor de Duitsers.
- In de televisieserie Vliegende Hollanders (2020) wordt de rol van de jonge Anthony Fokker vertolkt door Bram Suijker en de oudere door Fedja van Huêt. Naar het scenario van deze serie schreef Chris Houtman een gelijknamige roman (2020).